# Пођо ди Гропало (Пјаченца)
Пођо ди Гропало је насеље у Италији у округу Пјаченца, региону Емилија-Ромања.
Према процени из 2011. у насељу је живело 28 становника. Насеље се налази на надморској висини од 855 м.